# BRAC
BRAC eller Byrån för repression av kommunistiska aktiviteter var Kubas hemliga polis under Fulgencio Batistas andra period som president, från militärkuppen 1952 som förde honom till makten till 1959, då han störtades av Fidel Castro den 1 januari. Efter revolutionen monterades den gamla säkerhetstjänsten ner och tidigare medlemmar och angivare avrättades under Che Guevaras ledning.